# Уитни, Уиллис
Уиллис Родни Уитни (22 августа 1868 — 9 января 1958) — американский химик и основатель исследовательской лаборатории компании General Electric.

## Биография
Уиллис Родни Уитни родился 22 августа 1868 года в городе Джеймстаун, штат Нью-Йорк, в семье Джона и Агнес Уитни. В 1890 году получил степень бакалавра в Массачусетском технологическом институте, где проработал в качестве ассистента кафедры химии до 1892 года. После этого учился в Лейпцигском университете в Германии, где в 1896 году получил степень доктора философии.
В 1908 году он продолжил приостановившуюся карьеру в Массачусетском технологическом институте, специализируясь на электрохимии и развитии электрохимической теории коррозии.
С 1900 года Уитни работал неполный рабочий день в качестве советника в недавно основанной исследовательской лаборатории General Electric. В конце концов он ушёл из MIT в лабораторию GE. В 1915 году у него было около 250 сотрудников, среди которых Ирвинг Ленгмюр и Уильям Дэвид Кулидж. Они работали над созданием ламп, телеграфа и рентгеновской технологии.
Уитни ушел в отставку со своего поста в 1932 году, оставив преемником в качестве директора научно-исследовательской лаборатории General Electric Уильяма Кулиджа.
Уиллис Родни Уитни умер в Скенектади, штат Нью-Йорк, 9 января 1958 года.

## Участие в организациях
Уитни был членом:
- Американского института электротехники
- Американского электрохимического общества
- Национальной академии наук США
- Института металлов
- Национального исследовательского совета
- Национального института стандартов и технологий
- Американского химического общества
- Совета правителей Union College
- редакции Журнала промышленной и технической химии

## Награды
- Почётный доктор химии Университета Питтсбурга (1919)
- Доктор наук Юнион Колледжа (1919)
- Премия Уилларда Гиббса (1916)
- Медаль Перкина (1921)
- Золотая медаль Национального института социальных наук (1928)
- Медаль Франклина от Института Франклина (1931)
- Медаль Эдисона «За вклад в развитие электричества, изобретения и исследования» (1934)
- Public Welfare Medal от Национальной академии наук, (1937)
- Медаль Джона Фрица (1943)
- IRI Medal от Научно-исследовательского института промышленности (1946)